# Pinceta

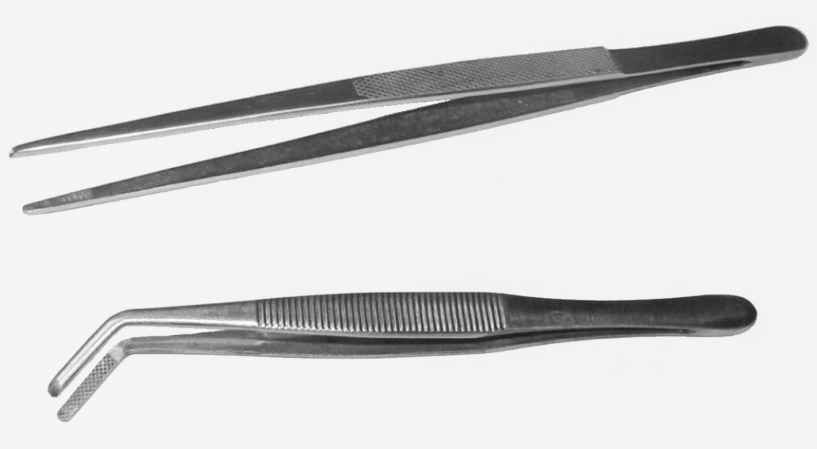
Pinceta prosta i zakrzywiona

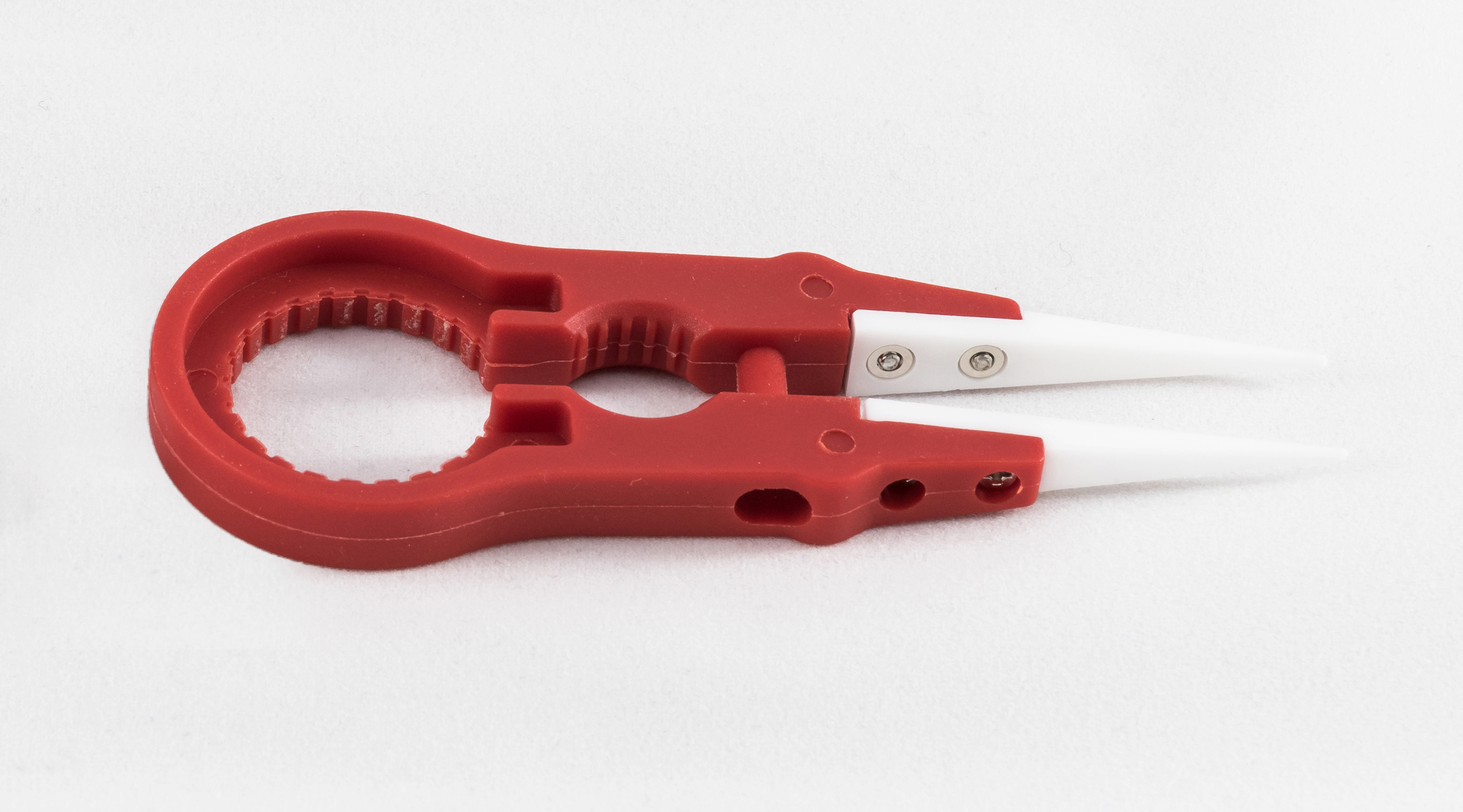
Pinceta ceramiczna

Pinceta (pęseta, szczypczyki) – narzędzie o sprężystych ramionach używane do chwytania przedmiotów, których mały rozmiar utrudnia lub uniemożliwia manipulację za pomocą rąk. Wywodzi się prawdopodobnie od cęgów, szczypiec lub nożyc – jak kleszcze do uchwycenia i trzymania gorących przedmiotów, używanych od zarania dziejów.
Dwa patyki mogły być używane do utrzymania innego patyka nad ogniem już w epoce kamienia łupanego. Są dowody, że rzymscy budowniczowie statków wyciągali gwoździe za pomocą kleszczy podobnych do obcęgów. Istnieją też rysunki egipskiego rzemieślnika trzymającego nad piecem gorący dzban, narzędziem o kształcie podwójnego kabłąka.
Szczypczyki działają na zasadzie dwóch dźwigni jednostronnych, połączonych razem z jednej strony i ze szczękami chwytnymi z drugiej. Pinceta jest zazwyczaj ustawiana nad przedmiotem, a następnie, dzięki ściskaniu szczypczyków (w połowie ich długości) palcami, obiekt można utrzymać pomiędzy szczękami.
Pinceta znajduje wiele zastosowań, jak np. ręczne składanie, naprawianie rzeczy, takich jak modele i mechanizmy zegarowe, czy osadzanie elementów elektronicznych. Ma również szerokie zastosowanie w chirurgii, kosmetyce i dentystyce. Pincety są też rutynowo stosowane w laboratoriach do manipulowania żrącymi lub toksycznymi substancjami, których nie należy brać bezpośrednio palcami (np. granulki wodorotlenku potasu czy kawałki metalicznego sodu). Podobne zastosowanie znajdują też pincety w laboratoriach fotograficznych, gdzie używa się ich do manipulowania odbitkami i negatywami nasączonymi toksycznymi chemikaliami w trakcie ich wywoływania i utrwalania. Przez biologów pincety są stosowane do manipulowania próbkami. W kryminalistyce pincety są używane przy manipulowaniu niewielkimi dowodami rzeczowymi, które nie powinny być dotykane bezpośrednio palcami. Specjalne pincety z miękkimi końcówkami używane są w numizmatyce do trzymania monet.